# Keoni Ana
Keoni Ana, de son nom complet John Kalaipaihala Young II, né le 12 mars 1810 à Kawaihae (Hawaï) et mort le 18 juillet 1857 à Honolulu (Hawaï), est un homme politique hawaïen qui exerça plusieurs postes au sein du gouvernement royal dont celui de premier ministre de 1846 à sa mort.    
Il est notamment le fils de John Young et l'oncle de la reine Emma.    

## Biographie

### Les débuts
John Kalaipaihala Young II est né le 12 mars 1810 à Kawaihae. Il est le fils unique de John Young, conseiller du roi Kamehameha Ier, et de sa seconde épouse Kaoanaeha, elle-même nièce du roi. 
John Young II est ainsi le demi-frère aîné de Kanehoa et le cadet de Fanny Kekelaokalani, Grace Kamaikui, James Kanehoa et Robert Young. 
Lui, ses frères et sœurs et les enfants d'Isaac Davis ont grandi sur la propriété de leur père qui leur a été accordée par le roi, surplombant la baie de Kawaihae. Elle fait maintenant partie du site historique national Puʻukoholā Heiau.

### Parcours politique

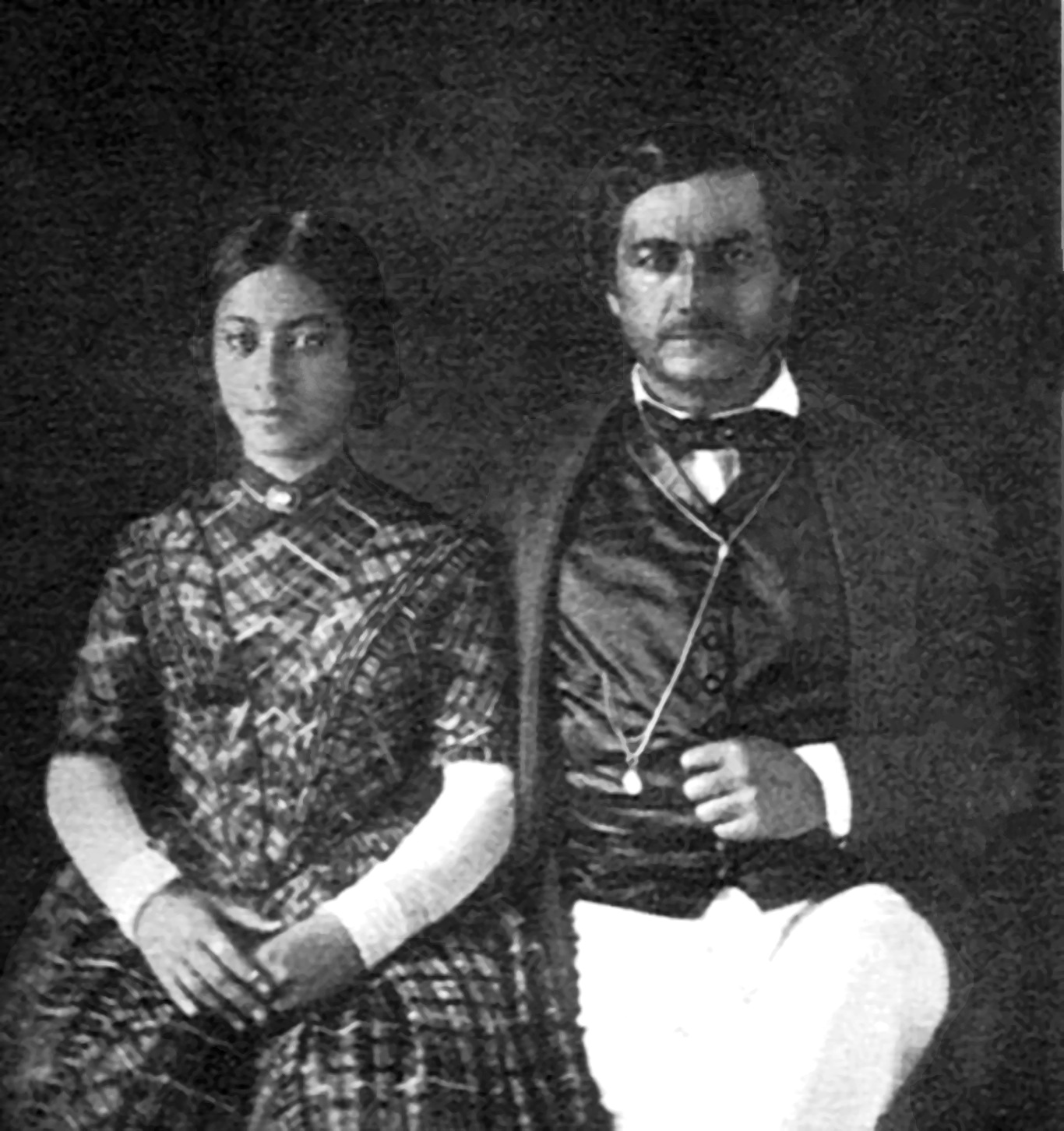
Keoni Ana et sa nièce, Emma Naea Rooke.

John Young II, également appelé Keoni Ana, grandit en tant que compagnon préféré du prince Kauikeaouli, qui a pris le trône en tant que roi sous le nom de Kamehameha III en 1824. La relation des deux amis est gravement endommagée lorsque Keoni Ana est surpris dans la chambre de la reine Kalama, épouse du roi, peu après la naissance du prince Keaweaweulaokalani en 1839. La condamnation à mort n'a été évitée que grâce à l'intervention de la reine douairière Kalākua Kaheiheimālie. Il semble qu'après l'incident, Kamehameha III lui ait pardonné. 
Par la suite, Keoni Ana a occupé plusieurs postes dans le gouvernement, surtout après la fin de l'absolutisme et l'adoption de la Constitution de 1840, faisant du royaume une monarchie constitutionnelle. Il sert également en tant qu'élu à la Chambre des nobles entre 1841 et 1856 tout en siégeant au Conseil privé du roi entre 1845 et 1857 et aussi en tant que juge de la Cour suprême, gouverneur royal de Maui et chambellan de la maison du roi. 
Sous son ministère, il aide à la communication entre les indigènes hawaïens et les étrangers dans la communauté. 
En 1846, après le départ de Gerrit Judd, il est nommé par le roi au poste de premier ministre. Après son installation, l'Assemblée législative a adopté plusieurs lois qui ont organisé les ministères exécutifs et les départements du gouvernement. Cette législation prévoyait que le chef du gouvernement exerce également le poste de ministre de l'Intérieur. Avec l'Assemblée, il participe aussi à la création du Board of Commissioners to Quiet Land Titles, qui réforme le système de tenure foncière à Hawaï dans ce qui est désormais connu sous le nom de Grand Mahele. 
Très actif dans la gestion du royaume, il est renouvelé dans ses fonctions après le décès du roi et l'avènement de Kamehameha IV, l'époux de sa nièce Emma Naea Rooke, fille de Fanny Kekelaokalani, sœur de Keoni Ana. 
Après la mort de Keoni Ana en 1857, le roi a désigné Robert Crichton Wyllie comme son nouveau Premier ministre. 

## Mariages et descendance

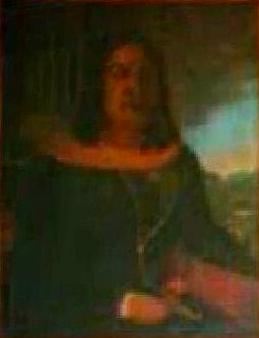
Portrait de Julia Alapai, première épouse de Keoni Ana.

Keoni Ana s'est marié à trois reprises, à chaque fois avec des membres de la noblesse hawaïenne.
En premières noces, il épouse Julia Alapai (1814-1849), avec laquelle il a son unique enfant : Peter Kaeo.